# Bauhinia pottingeri
Bauhinia pottingeri är en ärtväxtart som beskrevs av David Prain. Bauhinia pottingeri ingår i släktet Bauhinia och familjen ärtväxter. Inga underarter finns listade i Catalogue of Life.